# Johann Anton Tritt von Wilderen

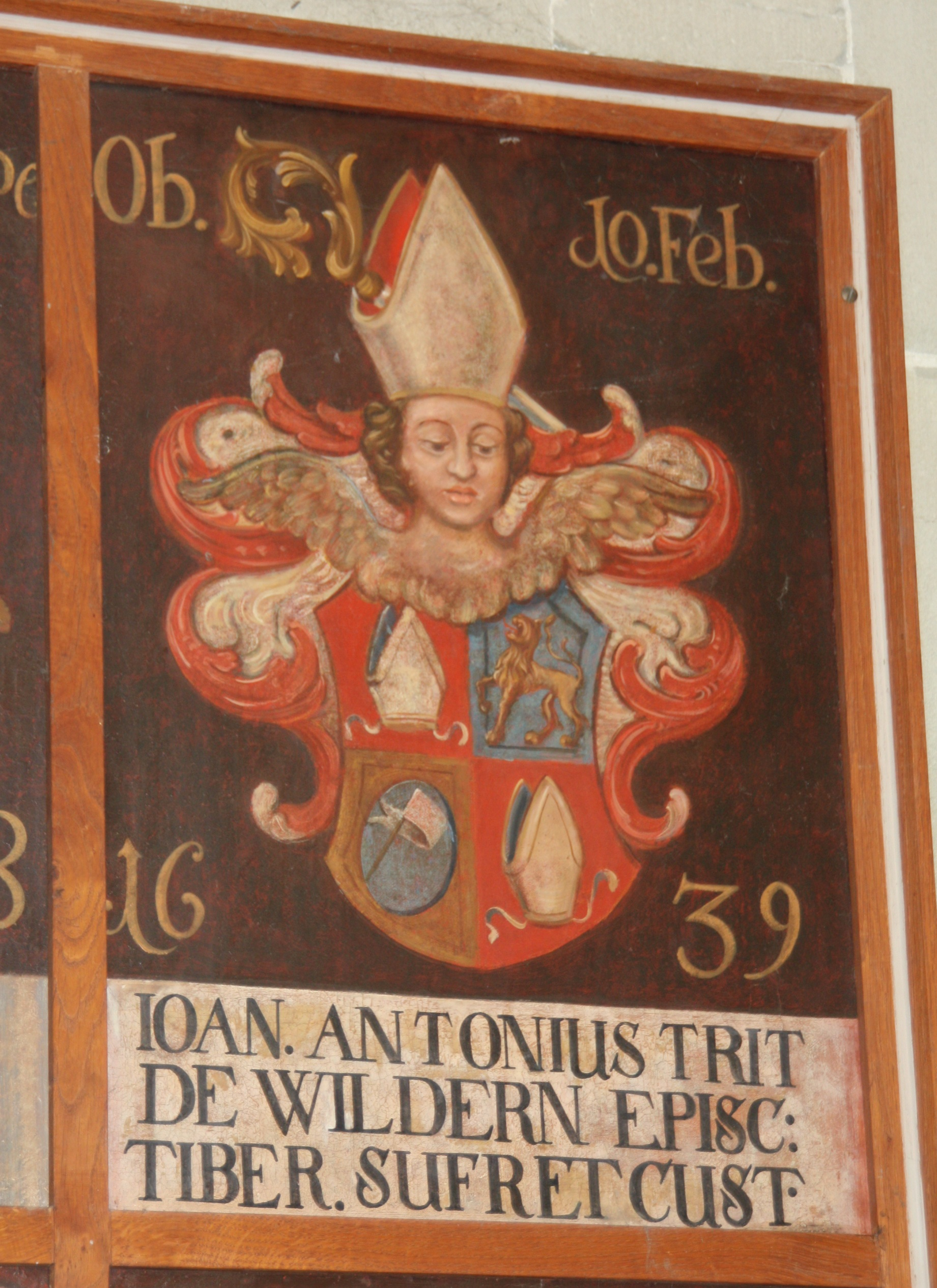
Epitaph des Weihbischofs Tritt von Wilderen im Kreuzgang des Konstanzer Münsters

Johann Anton Tritt von Wilderen, auch Johannes Antonius, (* 21. Juli 1586 in Konstanz; † 8. Februar 1639) war Weihbischof in Konstanz.

## Leben
Johann Anton Tritt von Wilderen empfing die Priesterweihe am 8. April 1613 für das Bistum Konstanz. Am 9. September 1619 wurde er zum Titularbischof von Tiberias ernannt und zum Weihbischof im Bistum Konstanz bestellt.
Tritt von Wilderen wurde 1627 zum Präsidenten des Geistlichen Rats in Konstanz, 1629 zum Domkantor, 1630 zum Domkustos gewählt.
Er war ein Studienfreund von Bartholomäus Ehinger, Abt der Reichsabtei Ochsenhausen von 1618 bis 1632. Der Abt fand im Dreißigjährigen Krieg (Schwedenkrieg) Zuflucht im Hause von Johann Anton Tritt von Wilderen in Konstanz und starb dort.